# Audrey Njepang
Audrey Dilane Njepang Njapa , née le 23 mai 1996, est une judokate camerounaise.

## Biographie
Audrey Njepang est médaillée de bronze en moins de 78 kg aux Championnats d'Afrique de judo 2017 à Antananarivo et aux Jeux de la Francophonie 2017 à Abidjan.